# Richard Baneham
Richard Baneham (* 1974 in Tallaght) ist ein irischer Animator und Visual-Effects-Supervisor.
Baneham kam zu Beginn der 1990er Jahre nach Los Angeles und begann als Animator bei Filmen wie Der Gigant aus dem All und Cats & Dogs – Wie Hund und Katz. Danach arbeitete er an den Animationen für die beiden Herr-der-Ringe-Verfilmungen Die zwei Türme und Die Rückkehr des Königs. Mit der Firma Rhythm & Hues war für die Darstellung von Massenschlachten in Die Chroniken von Narnia: Der König von Narnia verantwortlich.
Sein bisher größter Erfolg ist James Camerons Avatar – Aufbruch nach Pandora, für den er 2010 mit Joe Letteri, Stephen Rosenbaum und Andrew R. Jones einen Oscar für die besten visuellen Effekte, sowie einen British Academy Film Award und einen VES Award erhielt. Einen Weiteren Oscar und Britisch Academy Film Award konnte er 2023 für Avatar: The Way of Water gewinnen.